# Браун, Шелли-Энн
Шелли-Энн Браун (англ. Shelley-Ann Brown, 15 марта 1980, Скарборо, Онтарио) — канадская бобслеистка ямайского происхождения, выступающая за сборную Канады с 2006 года. Серебряный призёр зимних Олимпийских игр 2010 года.

## Биография
Шелли-Энн Браун родилась 15 марта 1980 года в городе Скарборо, ныне район Торонто, в семье эмигрантов из Ямайки. Детство провела в Пикеринге, где окончила старшие классы школы. Позже поступила в Университет Небраски, там параллельно с учёбой занималась лёгкой атлетикой, получила учёную степень по биологии и стала магистром в области педагогической психологии. В 2006 году была приглашена в национальную команду по бобслею и начала выступать в этом виде спорта в качестве разгоняющей двухместного экипажа.
Дальнейшая карьера Браун связана с партнёршей Хелен Аппертон, они вместе защищали честь страны на Олимпийских играх 2010 года в Ванкувере и сумели подняться до второго места, завоевав серебряные медали. Победительницами на этих соревнованиях стали их соотечественницы Кейли Хамфрис и Хезер Мойс, и это был первый на Играх раз, когда канадцы заняли сразу два места на одном подиуме.
Помимо всего прочего, в послужном списке Браун есть одна победа на этапе Кубка мира, одержанная в сезоне 2010/2011 на трассе в Чезана-Париоль. Лучший результат на чемпионатах мира показала в 2008 году в Альтенберге, финишировав пятой.